# PIANO globe 〜globe piano collection〜
『PIANO globe 〜globe piano collection〜』（ピアノ・グローブ グローブ・ピアノ・コレクション）は、小室哲哉のインストゥルメンタル・アルバム。

## 解説
自身の所属するglobeの楽曲を中心にセレクトしたアルバムである。
globeの各アルバムにかつて収録されたピアノ楽曲、新録されたglobeの楽曲のピアノ演奏バージョン、songnationのリミックス・アルバム『songnation2 trance』に収録されたzento名義のトランス作品「Injection」のピアノ演奏バージョン、小室がサウンドトラックを担当したテレビアニメ『サイボーグ009 THE CYBORG SOLDIER』からメインテーマ1曲の計15曲を収録している。
ピアノをフィーチャーした小室のアルバム三部作のひとつとして制作され、他に『PIANO VOICE』、『PIANO WIND』が同時発売された。また三部作と連動で、小室がこれまでに作詞した楽曲のフレーズをセレクトした歌詞集『VOICE OF WORDS』も出版された。
なお、三部作のうち他の2作品の発売元はR&C Japanであるが、globeの楽曲をフィーチャーした本作のみ発売元がavex globeとなっている。また、レコード会社の方針により、三部作のうち本作のみコピーコントロールCD（CCCD）仕様となっている。

## 収録曲
| 全作曲: 小室哲哉。 |                                         |       |            |      |
| #                  | タイトル                                | 作詞  | 作曲・編曲 | 時間 |
| 1.                 | 「DEPARTURES (Apf version)」            |       | 小室哲哉   | 4:13 |
| 2.                 | 「Wanderin' Destiny (Apf version)」     |       | 小室哲哉   | 4:48 |
| 3.                 | 「can't stop PIANO SOLO」               |       | 小室哲哉   | 1:00 |
| 4.                 | 「genesis of next (piano only)」        |       | 小室哲哉   | 3:53 |
| 5.                 | 「LIGHTS OUT」                          |       | 小室哲哉   | 3:30 |
| 6.                 | 「overdose」                            |       | 小室哲哉   | 2:32 |
| 7.                 | 「before dark」                         |       | 小室哲哉   | 1:45 |
| 8.                 | 「end of 3rd element」                  |       | 小室哲哉   | 4:00 |
| 9.                 | 「Piano solo」                          |       | 小室哲哉   | 3:50 |
| 10.                | 「to be continued 2000」                |       | 小室哲哉   | 3:17 |
| 11.                | 「Many Classic Moments (epilogue)」     |       | 小室哲哉   | 4:19 |
| 12.                | 「Cyborg 009 theme2」                   |       | 小室哲哉   | 4:53 |
| 13.                | 「genesis of next (orchestra version)」 |       | 小室哲哉   | 7:56 |
| 14.                | 「Injection (orchestra version)」       |       | 小室哲哉   | 4:25 |
| 15.                | 「on the way to YOU (Apf version)」     |       | 小室哲哉   | 3:57 |
| 合計時間:          | 合計時間:                               | 58:18 |            |      |

## 楽曲解説
1. DEPARTURES (Apf version)
新録曲。4thシングルのピアノ・ソロバージョン。
2. Wanderin' Destiny (Apf version)
新録曲。11thシングルのピアノ・ソロバージョン。
3. can't stop PIANO SOLO
2ndアルバム『FACES PLACES』収録曲。
4. genesis of next (piano only)
新録曲。25thシングルのピアノ・ソロバージョン。
5. LIGHTS OUT
1stアルバム『globe』収録曲。
6. overdose
2ndアルバム『FACES PLACES』収録曲。
7. before dark
3rdアルバム『Love again』収録曲。
8. end of 3rd element
3rdアルバム『Love again』収録曲。
9. Piano solo
5thアルバム『CRUISE RECORD 1995-2000』収録曲。
10. to be continued 2000
5thアルバム『CRUISE RECORD 1995-2000』収録曲。
11. Many Classic Moments (epilogue)
8thアルバム『Lights2』収録曲。
12. Cyborg 009 theme2
サウンドトラック『サイボーグ009 CYBER MUSIC WORLD』収録曲。
13. genesis of next (orchestra version)
新録曲。25thシングルのオーケストラバージョン。
14. Injection (orchestra version)
新録曲。コンピレーション・アルバム『songnation2 trance』にzento名義で収録された楽曲のオーケストラバージョン。
15. on the way to YOU (Apf version)
新録曲。globe featuring KEIKO名義で発売されたシングルのピアノ・ソロバージョン。

## クレジット
- Produced : 小室哲哉
- Piano, Keyboards : 小室哲哉
- Orchestra Arranged : Randy Waldman
- New mixes : 小室哲哉, 若公俊広
- Art direction : 八木岡聡
- Design : Emi